# Теспротия
Теспроти́я (греч. Θεσπρωτία) — ном в Греции, в области Эпир. С запада омывается Ионическим морем. Столица — Игуменица. Население 46 091 жителей.
Округ (ном) Теспротии или Региональное объединение Теспротии (согласно проекту «Калликратис», то есть новому административному делению страны) состоит из 8 димов (муниципалитетов): Игуменицы, Ахеронта, Маргаритиу, Парамифиас, Парапотаму, Сагиадас, Сивотон и Филатон.

## Экология
Устья известной по мифологии реки Ахерон, реки Каламос и болото Калодикион образуют Национальный заповедник площадью в 16 тысяч гектаров, часть которого расположена в соседнем номе Превеза. Заповедник включен в сеть важнейших экологических регионов Европы Natura 2000, в основном из-за обилия видов птиц. Но встречаются здесь и другие редкие виды фауны, такие как бурый медведь.

## Известные уроженцы
- Иоаннис Папакостас (1868—1932) — греческий революционер, участник Второй англо-бурской войны, Первой Балканской войны и Борьбы за автономию Северного Эпира.